# یاویا
یاویا (نام علمی: Yavia) نام یک سرده از تبار جنوب‌تباران است.